# Uma Noite de Fados
Uma Noite de Fados é o álbum de estreia do fadista português Camané, lançado em 1995 pela EMI - Valentim de Carvalho. O disco foi amplamente elogiado pela crítica especializada, dando origem à primeira digressão internacional do músico. Foi indicado para o Prémio José Afonso, que nesse ano acabou por ser atribuído a Maio Maduro Maio, álbum colaborativo de José Mário Branco, Amélia Muge e João Afonso. Foi eleito como um dos álbuns do ano para o semanário Expresso, pelo jornalista Jorge Pires.
Foi gravado ao vivo no Palácio das Alcáçovas, em Lisboa, durante quatro noites consecutivas, e contou com os músicos José Manuel Neto na guitarra portuguesa e Carlos Manuel Proença na viola.
A produção, direcção musical e arranjos ficou a cargo de José Mário Branco, e a assistência de produção foi feita por Aldina Duarte. O álbum marcaria o início da longa e prolífera parceria de José Mário Branco como produtor musical dos álbuns de Camané.

## Faixas
1. Acordem as guitarras
2. Aquela triste e leda madrugada
3. Esquina da rua
4. Uma vez que já tudo se perdeu
5. O espaço e o tempo
6. Saudades trago comigo
7. Fado da tristeza
8. Guitarras de Lisboa
9. Saudades do futuro
10. A saudade aconteceu
11. Fecho os olhos para dar
12. O meu fado
13. Disse-te adeus
14. Fado da sina
15. Esta contínua saudade